# Bhutanitis thaidina
Bhutanitis thaidina (Blanchard, 1871) là một loài bướm phượng 3 đuôi Trung Quốc. Đây là một loài hiếm gặp thuộc họ Papilionidae.
Nó được tìm thấy ở Tây Tạng và Trung Quốc. Ấu trùng ăn Aristolochia Aristolochia moupinensis.

## Hình ảnh

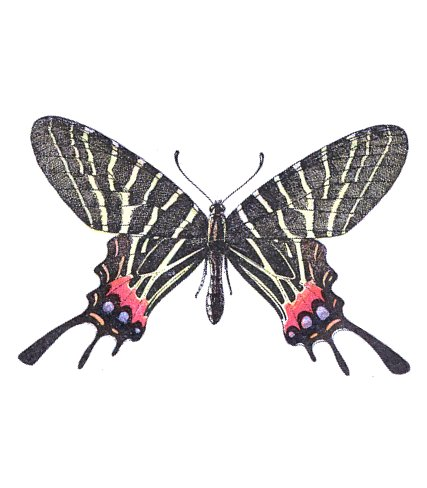
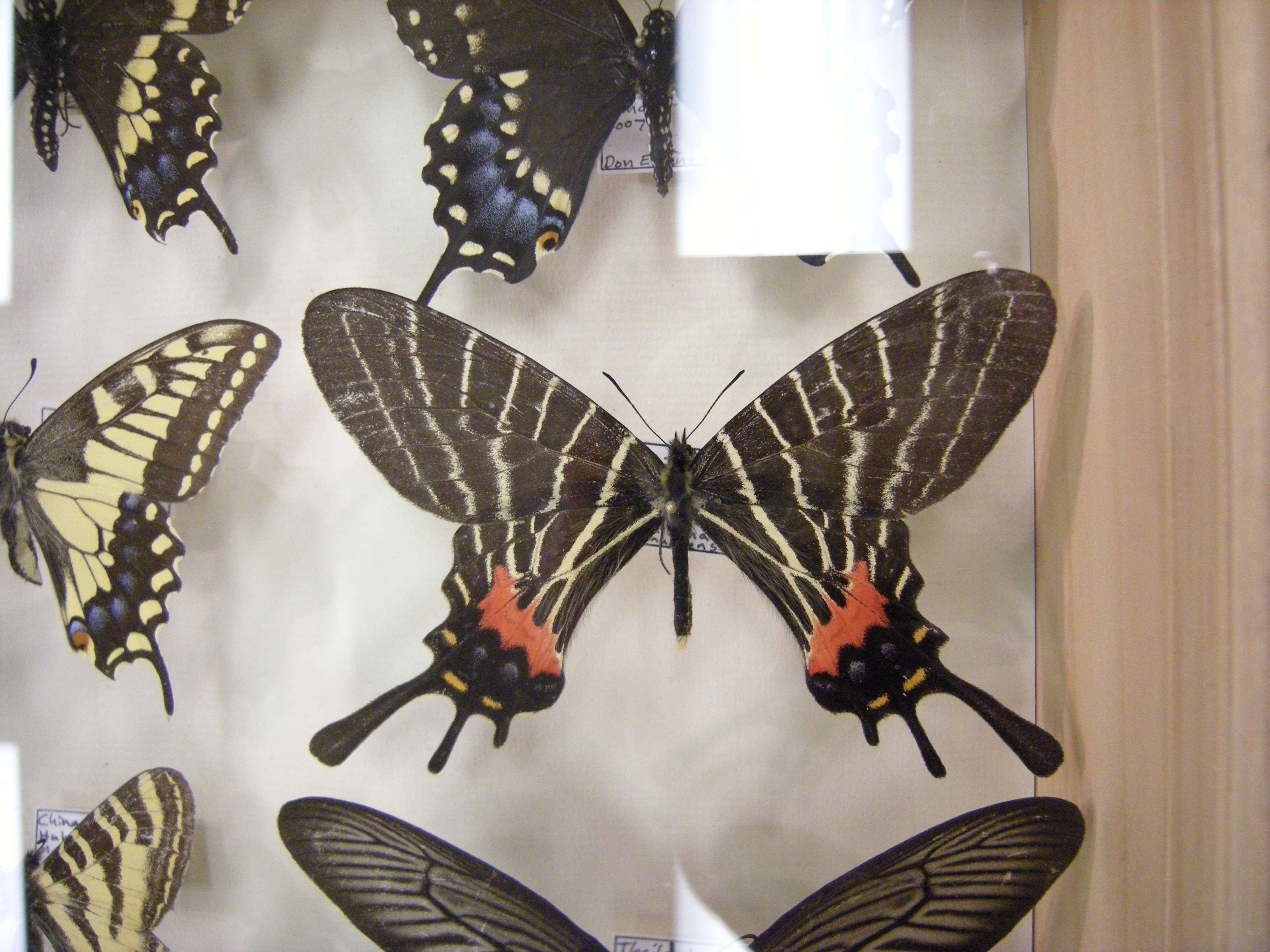
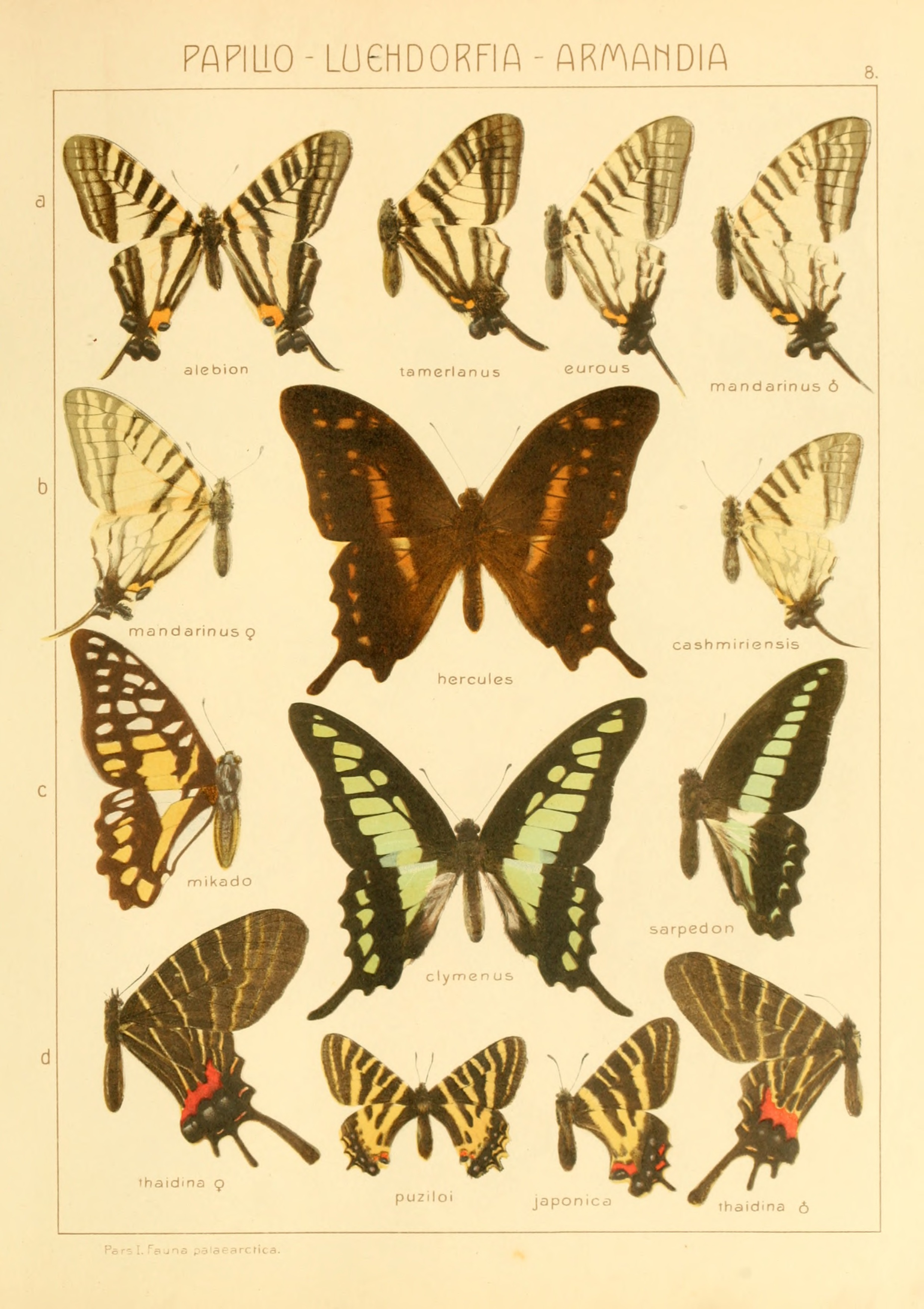